# Green Green
Green Green (グリーングリーン, Gurīn Gurīn) és una sèrie anime, adaptada d'un joc hentai, de gènere ecchi que consta de 12 episodis i 2 Ovas que van ser realitzats per l'Estudi Matrix, creat per Groover i estrenada en el 2003.

## Història
Hi hagué dos "amants a qui se'ls va prohibir estar junts en el passat i van prometre tornar a renàixer per a així casar-se i ser feliços per a sempre"
Aquest és el pròleg de la sèrie, explicant així que Midori i Yuusuke són aquests amants.
La història es desenvolupa en l'escola "Kanenone Gakuen", que és una escola per a xics, que acull a un grup de xiques provinents d'altre institut durant l'estiu per un temps, a manera de prova per a veure si "Kanenone" pogués tornar-se més endavant una escola mixta. No obstant això, els xics de la mateixa ho veuen únicament com una oportunitat per a tenir relacions sexuals.
Quan arriben les xiques a l'escola i s'obrin les portes de l'autobús en el qual venien, apareix del no-res una xica dita Midori, qui en veure a Yuusuke es llança sobre ell.
Així és com la vida del pobre Yuusuke canvia de cop i volta, sense tenir la més remota idea de qui és Midori ni de la llegenda, però els amics d'aquest (Bacchi-Gu, Tenjin i Ichiban-boshi) aprofitaran totes les oportunitats possibles per a fer els seus somnis realitat.
També es veuran involucrades altres xiques en la història com Futaba, Wakaba i Sanae.

## Personatges
Yuusuke Takazaki (高崎 祐介, Takazaki Yūsuke)
Ordinari, agradable, i potser un poc paranoic, Yuusuke és el protagonista masculí típic que un trobaria en la majoria de sèries anime. És amic del trio d'idiotes, amb qui comparteix tot menys amb els seus interessos "pervertits". No obstant això, ell generalment es troba en situacions així per culpa el trio, que acaben sovint en malentesos respecte a les seues intencions. Per alguna raó, Midori sembla conèixer a Yuusuke. Yuusuke no té cap idea de qui és ella i al principi la manté lluny, sense fer-li cas i tractant-la malament. Ell se torna enamorar d'ella després que Midori li besara, la qual cosa li fa recuperar la memòria. Açò, juntament amb els sentiments que sentia cap a Futaba, forma un triangle amorós.
Midori Chitose (千歳 みどり, Chitose Midori)
La protagonista principal, Midori, és una noia que destaca sobre la resta i és alegre. Sembla conèixer a Yuusuke i està enamorada d'ell, tant que està disposada a fer qualsevol cosa per ell. Midori narra una història de fa temps sobre dues persones que estaven enamorades, però l'amor de les quals fou prohibit en eixe llavors i no van poder romandre juntes. Així que prometeren ajuntar-se en altra vida futura, fent al·lusió que Midori és la noia de la història i d'alguna manera conservava els seus records, mentre que Yuusuke és el noi, però ell no recorda res d'aquesta història.
Futaba Kutsuki (朽木 双葉, Kutsuki Futaba)
Futaba ocupa el paper de la "xica seriosa". El trio d'idiotes la disgusta (especialment Ichiban-Boshi que està boig per ella però aquesta l'hi correspon a colps) i considera a la majoria dels xics de Kanenone uns pervertits. Futaba quasi sempre acaba colpejant al trio (fins i tot de vegades Yuusuke), però després canvia el seu parer cap a Yuusuke en ser rescatada per ell quan tractava de fugir de l'Acadèmia. Aquest fet, juntament amb quan li dona una tovallola quan la seua samarreta era mullada, fa que augmenten els seus sentiments cap a Yuusuke, i prompte Yuusuke es troba també atret cap a Futaba. Futaba és la protagonista principal en el segon OVA on finalment declara els seus sentiments a Yuusuke (i de passada té sexe amb el). Té una germana menor, Wakaba.
Wakaba Kutsuki (朽木 若葉, Kutsuki Wakabani)
Germana menor de Futaba. Ella accepta i respecta a la seua germana. El tret característic de Wakaba és el seu cactus, que ho diu Togemura (que significa literalment Senyor Espines). Wakaba duu a Togemura a totes parts amb ella i sembla poder parlar-li i sentir l'estat d'ànim de Togemura. Fins i tot utilitza a Togemura com arma para defensar-se dels pervertits, és bastant còmica i sempre tendeix a parlar de vegades de mes, s'ha guanyat més d'una vegada una renyada de la seua germana per això, Ichiban pareix tenir sentiments cap a ella especialment en l'OVA.
Sanae Minami (美南 早苗, Minami Sanae)
Feble i tímida, Sanae sembla molt més jove que la resta dels personatges femenins principals i està bastant feble de salut. Açò crida l'atenció de Tenjin, a qui li atrauen les xiques tipus "germana petita", a las que pot protegir. De fet, Tenjin vol que Sanae ho anomene "Onii-chama", la traducció aproximada del qual seria "germà major", combinant els honorífics "chan" i "sama". Sanae, no obstant això, s'espanta a mort amb Tenjin pensant que és un pervertit i desitja estar el més lluny d'ell com siga possible. Sanae anà al viatge a Kanenone perquè els seus metges creuen que l'aire fresc de la zona seria beneficiós per la seua salut, també se li pot veure que té sentiments cap a Yuusuke (provocant forta gelosia en Tenjin).
Reika Morimura (森村麗華, Morimura Reika)
Reika és la "millor amiga" de Midori i sembla saber una mica sobre la connexió entre ella i Yuusuke. Ella sembla estar atenta per a mantenir als dos separats, i intenta ajuntar a Yuusuke i Futaba. Els motius de Reika s'expliquen prop del final de la sèrie (resulta ser una missatgera de la destí). Igual que altres personatges, no està present en el joc hentai que es basà la sèrie. La van crear com personatge nou per a la sèrie de televisió.
Chigusa Iino (飯野 千種, Iino Chigusa)
Chigusa és la infermera del col·legi de les noies. Vingué en el viatge com la supervisora de les noies. El trio d'idiotes, especialment Bacchi-Gu, està enamorat de la bellesa de Chigusa i especialment dels seus darreres i dels seus pits E-Cup (copa E). Encara que ha de mantenir a les xiques vigilades, Chigusa és molt tolerant i les anima realment que coquetegen amb els nois, detall que denota en episodis avançats quan veu el que sent Futaba per Yuusuke.

### El trio d'Idiotes
El trio d'Idiotes (伊集院忠知, baka trio)
Aquests tres personatges destaquen com la part còmica de la sèrie, són uns pervertits de manera exageradament extrema a tal punt de fer qualsevol cosa per flirtejar amb una xica, a més a més de ser uns malalts mentals cadascun a la seua pròpia manera, el trio el conformen:
Tadatomo Ijūin, Bacchi-Gu (伊集院忠知/バッチグー, Ijūin Tadatomo/Bacchi Gū)
El líder evident del trio d'idiotes Bacchi-Gu, té excés de pes i és un pervertit que no té cap vergonya. L'arribada de noies belles a Kanenone sembla portar-lo a embogir. Fa coses tals com beure l'aigua de bany on les xiques es banyaren fa pocs minuts, se sent atret per la infermera Chigusa Iino i per Reika Morimura. Bacchi-Gu és considerat la revelació còmica de la sèrie (encara que la sèrie és sobretot comèdia) i és la mascota masculina de Green Green.
Hikaru Ichiban-Boshi (一番星光, Ichiban-Boshi Hikaru)
Traduït literalment com "Estrella brillant número un," Ichiban-Boshi és qui té una mala sort terrible en el grup d'idiotes. Ell és potser el menys pervertit dels tres, però no obstant això segueix sent pervertit. Tracta de flirtejar amb les dones per mitjà del que aprèn dels llibres del Dr. Tanaka (sense cap èxit clar), i la xica que li atrau és Futaba Kutsuki (que sempre l'hi arremet a colps) i en l'OVA la seua germana Wakaba.
Tenjin (天神 泰三, Tenjin Taizou)
Somia amb tenir una noia jove que ho considere un germà major, i llavors que ella dorma al seu costat... mentre que ell l'olora i menja arròs al mateix temps (una broma que es refereix a la paraula "okazu", que significa "menjar" i "porno"). L'aspecte jove i feble de Sanae l'ha atret immediatament cap a ella, però Sanae no vol res amb Tenjin (de fet li té molta por).

## Episodis
| Episodi | Títol                        | Títol                                   | Títol                                   | Títol | Títol |
| Episodi | Kana/kanji                   | anglès                                  | valencià                                |       |       |
| 01      | 山奥でどっきどき             | Excitement in the Woods!                | Excitació en el Bosc!                   |       |       |
| 02      | 露天風呂ですってんころりん   | A fall into the bath.                   | Embolic en els banys.                   |       |       |
| 03      | 森の中でどっこいしょ         | Hard times in the forest.               | Problemes al bosc.                      |       |       |
| 04      | 女子寮でてんてこまい         | Troubles in the girl's dorm.            | Incursió en el pavelló de les xiques.   |       |       |
| 05      | 保健室でばったんきゅー       | Fall Down in the Infirmary              | Desastre a la infermeria                |       |       |
| 06      | 体育倉庫であっちっち         | Hot Hot in the Preparation Room.        | Puja la temperatura en el gimnàs!       |       |       |
| 07      | プールサイドでびっしょびしょ | Soaking Wet by the Pool.                | Xopats en la piscina.                   |       |       |
| 08      | 朝風呂ですったもんだ         | Morning Bath Fuss.                      | Atrafegat bany matiner.                 |       |       |
| 09      | 肝試しですたこらさっさ       | Walking Right Ahead in the Kimodameshi. | Caminant en el Kimodameshi.             |       |       |
| 10      | 図書室でどったんばったん     | Stumbling Around in the Library.        | Ensopegant al voltant de la biblioteca. |       |       |
| 11      | 運命にふにゃふにゃ           | Weakened to Destiny.                    | Debilitat front al seu destí.           |       |       |
| 12      | 鐘ノ音にサヨウナラ           | Goodbye to Kanenone.                    | Adéu a Kanenone.                        |       |       |

## OVAs
En el 2003 eixí un OVA de Green Green. No té relació amb la sèrie de televisió. És una història alternativa on són els estudiants de Kanenone, els quals visiten l'escola de les xiques. Aquesta OVA va ser criticada per la seua animació que era un poc antiquada, igual que la majoria dels personatges perdien el seu carisma que tenien en la sèrie.
Altra OVA titulada Green Green: Erolution (グリーングリーン エロリューションズ, Gurīn Gurīn Erorūshonzu) va ser realitzada en el 2004 com el decimotercer episodi i que concloïa la història de la sèrie. Aquest OVA ha estat considerat com un hentai, ja que es pot veure a Yuusuke tenint relacions sexuals amb Midori i després amb Futaba.
També van eixir Tres OVAS especials en DVD que es publicaren al Japó sota el títol de Green Grenn Characters; sent el primer...
- ... La història de "Sanae i Wakaba" que fou posat a la venda el 19 de novembre del 2003.

- Després eixiria la història de "Futaba i Chigusa" que fou posat a la venda el 17 de desembre del 2003

- Per acabar eixí la història de "Midori i Reika" que fou llançat el 21 de gener del 2004

Cada DVD de Green Green Characters inclou una breu història de 8-10 minuts en les quals inclouen una escena de sexe o nus dels dos personatges femenins esmentats, un vídeo musical per al títol de cadascun dels personatges, i altres extres, amb un total de temps d'execució de 33 -38 minuts cadascun. En Amèrica del Nord Media Blaster feu el lliurament de la major part del contingut dels DVDs de personatges es poden trobar en els extres de cada DVD  Arxivat 2011-06-14 a Wayback Machine..

## Música
Opening
- "Guri Guri" per Hiromi Satou

Ending
- "Aozora" per YURIA

Banda sonora
- "Green Green Original Soundtrack" per Mitsumune Shinkichi

## Actors de doblatge - (Seiyuus)
- Futaba Kutsuki: Eriko Fujimaki
- Yuusuke Takazaki: Ken Takeuchi
- Midori Chitose: Sara Nakayama
- Hikaru Ichibanboshi: Jin Domon
- Reika Morimura: Kana Ueda
- Tadatomo "Bachi Guu" Ijuin: Kazunari Tanaka
- Taizou Tenjin: Kenji Hamada
- Chigusa Iino: Mariko Suzuki
- Sanae Minami: Saori Suzuki
- Wakaba Kutsuki: Yukiko Mannaka
- Kenta Koyasu, Yasushi Todoroki: Akio Takahashi
- Professor de Física Ed: Atsushi Anbe
- Kenichi Hiruta: Hiroshi Kamiya
- Arisa Haruno: Noriko Yoshitake